# Alejandro Peña
Pour les articles homonymes, voir Peña (homonymie).
Alejandro Peña Vasquez (né le 25 juin 1959 à Cambiaso, Puerto Plata, République dominicaine) est un lanceur droitier ayant joué, principalement comme lanceur de relève, dans les Ligues majeures de baseball de 1981 à 1996.
Il est surtout connu pour ses années passées chez les Dodgers de Los Angeles et les Braves d'Atlanta. Il est champion de la Série mondiale avec les Dodgers en 1981 et 1988 puis avec les Braves en 1995.

## Carrière

### Dodgers de Los Angeles
Alejandro Peña signe son premier contrat professionnel en 1978 avec les Dodgers de Los Angeles. Il joue son premier match dans les majeures le 13 août 1981 avec cette équipe. En 14 apparitions comme relève, il remporte sa première victoire et encaisse une défaite, réussit deux sauvetages et maintient une moyenne de points mérités de 2,84. En séries éliminatoires, il fait deux courtes présences en Série de championnat de la Ligue nationale face aux Expos de Montréal, sans leur accorder de point. Il ne lance pas en Série mondiale 1981 mais est tout de même membre de l'équipe des Dodgers qui remporte le titre sur les Yankees de New York.
Employé en relève par Los Angeles en 1982, Peña est lanceur partant au cours des deux saisons suivantes, remportant chaque fois 12 décisions. Dans ce rôle, il mène en 1984 tous les lanceurs du baseball avec une moyenne de points mérités d'à peine 2,48. Il lance huit matchs complets durant cette saison et est, ex aequo, en tête des lanceurs de la Ligue nationale avec quatre blanchissages.
Peña revient en 1985 dans un rôle qu'il ne quittera plus, celui de lanceur de relève. Particulièrement employé par les Dodgers en 1988, on le voit à 60 reprises au monticule durant cette saison, où il maintient une superbe moyenne de points mérités de 1,91 en 94 manches lancées, avec 12 sauvetages. Il effectue trois sorties en Série de championnat 1988 contre les Mets de New York, remportant un gain contre une défaite et protégeant une des victoires de son équipe. En Série mondiale 1988, il n'accorde aucun point en cinq manches aux champions de la Ligue américaine, les Athletics d'Oakland, et est le lanceur gagnant du match #1 au Dodger Stadium. Los Angeles remporte la série finale et Peña est membre d'un club champion pour la seconde fois.
Après la saison 1989, où il affiche une moyenne de points mérités de 2,13 en 53 parties, Peña est échangé aux Mets de New York. Les Dodgers le transfèrent en effet sur la côte Est en compagnie du voltigeur Mike Marshall, en retour de Juan Samuel.

### Mets de New York
Peña présente une fiche victoires-défaites de 3-3 à sa première saison à New York en 1990 avec une moyenne plus élevée qu'à l'habitude : 3,20 en 52 parties. 
En 1991, il remporte six de ses sept premières décisions pour les Mets et abaisse sa moyenne de points mérités à 2,71 en 44 parties et 63 manches de travail. Le 28 août 1991, les Mets, qui ne vont nulle part, échangent Peña, dont le contrat vient sous peu à échéance, à une équipe au plus fort de la course au championnat dans la division Ouest de la Ligue nationale, les Braves d'Atlanta. Le club new-yorkais reçoit en retour deux lanceurs : le gaucher Tony Castillo et le droitier Joe Roa.

### Braves d'Atlanta
Peña termine la saison 1991 à Atlanta en remportant ses deux décisions. Mais les Braves l'emploient surtout comme stoppeur : il répond à l'appel avec 11 sauvetages, et sa moyenne de points mérités n'est que de 1,40 au cours de ses 15 dernières apparitions au monticule de la saison avec les Braves. Jumelées à ses chiffres de 1991 avec les Mets, les statistiques de Peña pour la saison régulière sont de 8-1, avec 15 sauvetages et une moyenne de 2,40.
Le 11 septembre 1991, il lance une manche dans une victoire de 1-0 sur les Padres de San Diego et participe à un match sans point ni coup sûr combiné avec ses coéquipiers lanceurs Kent Mercker et Mark Wohlers.
En séries éliminatoires, il blanchit d'abord les champions de la division Est, les Pirates de Pittsburgh en quatre parties et quatre manches et un tiers lancées en Série de championnat. Atlanta retrouve les Twins du Minnesota en Série mondiale 1991. Peña est celui qui accorde à Gene Larkin le coup sûr qui permet aux Twins de remporter la septième partie de la finale et de devenir champion. 
Agent libre après cette fin décevante, Peña voit les Braves lui accorder un contrat pour la saison 1992, mais le lanceur dominicain connaît une année très difficile. Il devient agent libre à nouveau en fin d'année et se joint aux Pirates de Pittsburgh.

### Dernières saisons
Il est inactif toute la saison 1993 et ne retrouve les terrains que comme porte-couleurs des Pirates en 1994. Après quelques mois sans histoire, il est libéré de son contrat à la fin juin, quelques semaines avant que la grève des joueurs ne mettent un terme à la saison.
Signé comme agent libre par les Red Sox de Boston en avril 1995, il y amorce la saison avant d'être congédié en juin. Il rejoint les Marlins de la Floride qui le cèdent le 31 août suivant à son ancienne équipe, les Braves. Ceux-ci remportent à nouveau le championnat de leur division, ce qui donne à Peña une nouvelle chance de jouer en matchs éliminatoires, pour la première fois depuis le jeu qui brisa en 1991 les espoirs des Braves de remporter le titre mondial. Durant la courte Série de divisions qui oppose Atlanta à Colorado, Peña n'accorde aucun point aux Rockies en trois manches lancées et est le lanceur gagnant pour deux des trois gains des Braves, qui passent en Série de championnat. Le dominicain effectue trois courtes sorties, totalisant trois manches sans accorder de point aux Reds de Cincinnati durant cet affrontement. Son passage en Série mondiale 1995 contre les Indians de Cleveland est difficile et il encaisse une défaite, mais Atlanta remporte cette fois-ci le titre et Peña reçoit sa troisième et dernière bague de champion du monde.
Il conclut sa carrière par un bref passage chez les Marlins de la Floride, pour qui il joue quatre parties en 1996.

### Statistiques
Alejandro Peña a joué 503 parties dans les Ligues majeures, soit 431 comme lanceur de relève et 72 comme lanceur partant. Il maintient une moyenne de points mérités de 3,11 en 1057 manches et deux tiers lancées, avec 56 victoires, 52 défaites, et 74 matchs sauvegardés. Il compte 839 retraits sur des prises, 12 matchs complets et sept blanchissages.
Il participe aux séries éliminatoires au cours de cinq saisons différentes : 1981, 1983 et 1988 avec les Dodgers, puis 1991 et 1995 avec Atlanta. En 23 parties jouées et 31 manches lancées en matchs d'après-saison, il présente une excellente moyenne de points mérités de 2,03 avec quatre victoires, trois défaites, quatre sauvetages et 28 retraits sur des prises.